# Тайлер Лайсон
Тайлер Р. Лайсон (англ. Tyler R. Lyson; нар. 1983) — американський палеонтолог. Першовідкривач решток динозавра «Дакота», скам'янілого муміфікованого гадрозавра. Він провів значні дослідження еволюції черепах і розвитку ссавців після вимирання динозаврів.
Лайсон народився та виріс у місті Мармарт (Північна Дакота), крихітному містечку поблизу Бедлендс, місцевості, відомої своїми скам'янілостями динозаврів. У дитинстві він бродив по Безплідній землі, збираючи скам'янілості. Він супроводжував приїжджих мисливців за скам'янілими околицями, коли був у п'ятому класі. Місцева середня школа мала лише трьох учнів у випускному класі, тому він їздив до сусіднього Бейкера (Монтана), щоб навчатися в середній школі. У 2006 році він отримав ступінь бакалавра біології в коледжі Свортмор і отримав стипендію для навчання на докторську дисертацію з палеонтології в Єльському університеті, здобувши ступінь доктора філософії у 2012 році. Після роботи в Смітсонівському інституті він став куратором палеонтології хребетних у Денверському музеї природи та науки у 2014 році.
Він знайшов свого першого динозавра, коли навчався в середній школі. У 1999 році, коли він ще навчався в середній школі, Лайсон виявив зразок динозавра «Дакота» під час дослідження формації Гелл-Крік у Північній Дакоті на ранчо свого дядька. Знахідка є унікальною, оскільки скам'янілі рештки включають шкіру та інші м'які тканини в неколапсованому стані; було виявлено дуже мало інших знахідок, де збереглися скам'янілі м'які тканини, але в розбитому або роздавленому стані. Він також знайшов і класифікував численні екземпляри доісторичних черепах, які стали його науковим інтересом на все життя.
Роботу Лайсона описували в The Washington Post, The New York Times і Good Morning America. Він також є співзасновником разом із Гарольдом Генксом дослідницького фонду Marmarth, розташованого в його рідному місті, який надає волонтерам практичну польову та лабораторну роботу зі скам'янілостями.
У 2015 році Лайсон з'явився в ролі палеонтолога в документальному фільмі PBS «Створення Північної Америки». Його прагнення з'ясувати, чому ссавці стали домінуючими після вимирання динозаврів, було темою фільму «Повстання ссавців».